# Henry Kissinger
Henry Alfred Kissinger, rođen kao Heinz Alfred Kissinger (Fürth, 27. svibnja 1923. – Kent, Connecticut, 29. studenoga 2023.), bio je američki diplomat i političar njemačkog porijekla.

## Životopis
Rodio se kao Heinz Alfred Kissinger u Bavarskoj. Njegov otac, Louis Kissinger (1887. – 1982.), bio je učitelj, a majka Paula (Stern) Kissinger (1901. – 1998.), koja je bila domaćica, potječe iz bogate židovske obitelji. Pred nacističkim progonom pobjegao je u SAD 1938. godine.
Bio je vrlo utjecajan političar od 1969. do 1977. godine. Obnašao je funkcije savjetnika predsjednika za nacionalnu sigurnost te državnog tajnika za vrijeme Nixonove i Fordove administracije. Tijekom hladnog rata, kao vješti diplomat, smirio je napete odnose SAD-a i Sovjetskog Saveza. Pomagao je politiku otvaranja Kine. 1987. je dobio i prestižnu "Karlovu nagradu" grada Aachena. Od 1996. postaje članom znanstvenog vijeća zaklade "Otto von Bismarck".

### Smrt
Kissinger je preminuo 29. studenog 2023. u svom domu u Connecticutu u dobi od 100 godina.

## Kontroverze
Poznati američki novinar i ekonomski teoretičar Frederick William Engdahl u svojim knjigama o američkoj naftnoj i prehrambenoj geopolitici "Stoljeće rata" i "Sjeme uništenja" izravno optužuje Kissingera za odgovornost za sudjelovanje u američkoj politici sedamdesetih godina 20. stoljeća koja je bila usmjerena na agresivno širenje agrobiznisa u zemlje u razvoju, s ciljem uništenja poljoprivredne proizvodnje u tim zemljama. Ta se politika nastavila u okviru omogućavanja američkim proizvođačima genetski modificiranih žitarica tijekom 90-ih da agresivno nametnu svoje proizvode siromašnijim zemljama, a krajnji cilj takve politike bilo bi smanjenje broja stanovnika na Zemlji. Engdahl ističe kako je Kissinger bio vrlo blizak Georgeu W. Bushu i podržavao njegovu politiku prema Iraku i Afganistanu, koja je usmjerena na daljnje učvršćivanje američke moći.
Henry Kissinger štićenik je interesnog kruga obitelji Rockefeller čiji utjecaj na američku politiku i svjetsku ekonomiju poprima nezamislive razmjere.

## Nagrade i priznanja
- Nobelova nagrada za mir (1973.)
- Karlova nagrada (1987.)
- Nagrada "Franz Joseph Strauss" (1996.)
- Bavarsko odlikovanje za zasluge (2005.)

## Vanjske poveznice
- Službene stranice Henry A. Kissinger  Arhivirana inačica izvorne stranice od 13. travnja 2010. (Wayback Machine)